# Arzachel (cratère)
Pour l’article homonyme, voir Arzachel.
Arzachel est un cratère d'impact sur la face visible de la Lune. Le nom fut officiellement adopté par l'Union astronomique internationale (UAI) en 1935,,, en référence à Al-Zarqali (vers 1028-1087),,.
Il est situé au sud du cratère Alpetragius et à l'est du cratère Thebit et de la longue crête Rupes Recta.
C'est un cratère daté de l'Imbrien inférieur entre 3,85 et 3,80 milliards d'années.
Le cratère est observé pour la première fois en 1645 par Johannes Hevelius.

## Description
Les remparts périphériques émoussés sont découpés en terrasses multiples, engendrées par le phénomène de rebond isostatique et les glissements de terrain. Le pic central (en fait décalé) atteint une hauteur de 2 600 m.

## Cratères satellites
Les cratères dits satellites sont de petits cratères situés à proximité du cratère principal, ils sont nommés du même nom mais accompagné d'une lettre majuscule complémentaire (même si la formation de ces cratères est indépendante de la formation du cratère principal). Par convention, ces caractéristiques sont indiquées sur les cartes lunaires en plaçant la lettre sur le point le plus proche du cratère principal. Liste des cratères satellites de Arzachel : 
| Arzachel | Latitude | Longitude | Diamètre |
| -------- | -------- | --------- | -------- |
| A        | 18.0° S  | 1.5° W    | 10 km    |
| B        | 17.0° S  | 2.9° W    | 8 km     |
| C        | 17.4° S  | 3.7° W    | 6 km     |
| D        | 20.2° S  | 2.1° W    | 8 km     |
| H        | 18.7° S  | 2.0° W    | 5 km     |
| K        | 18.3° S  | 1.6° W    | 4 km     |
| L        | 20.0° S  | 0.1° E    | 8 km     |
| M        | 20.6° S  | 0.9° W    | 3 km     |
| N        | 20.4° S  | 2.2° W    | 3 km     |
| T        | 17.7° S  | 1.3° W    | 3 km     |
| Y        | 18.2° S  | 4.3° W    | 4 km     |